# بوخنیا
بوخنیا (به لهستانی:  Bochnia) یک منطقهٔ مسکونی در لهستان است که در شهرستان بوخنگا واقع شده‌است. بوخنیا ۲۹٫۹ کیلومتر مربع مساحت و ۲۹٬۳۷۳ نفر جمعیت دارد.

## خواهرخوانده
شهر زارلوییس خواهرخواندهٔ بوخنیا هست.